# Parigi-Troyes 2005
La Parigi-Troyes 2005, quarantasettesima edizione della corsa e valida come evento dell'UCI Europe Tour 2005 categoria 1.2, si svolse il 13 marzo 2005 su un percorso totale di circa 182,2 km. Fu vinto dal francese Florent Brard che terminò la gara in 4h22'30", alla media di 41,64 km/h.
Al traguardo 86 ciclisti portarono a termine la gara.

## Ordine d'arrivo (Top 10)
| Pos. | Corridore         | Squadra       | Tempo    |
| ---- | ----------------- | ------------- | -------- |
| 1    | Florent Brard     | Agritubel     | 4h22'30" |
| 2    | Carl Naibo        | Bretagne      | s.t.     |
| 3    | Aljaksandr Usaŭ   | AG2R Prév.    | a 11"    |
| 4    | Jean-Luc Delpech  | Bretagne      | s.t.     |
| 5    | Tomas Vaitkus     | AG2R Prév.    | s.t.     |
| 6    | Yanto Barker      | Driving Force | s.t.     |
| 7    | Lénaïc Olivier    | Agritubel     | s.t.     |
| 8    | Vjačeslav Vilkov  | Dynamo Mosca  | s.t.     |
| 9    | Jérémie Dérangère | SCO Dijon     | s.t.     |
| 10   | Ivan Seledkov     | Dynamo Mosca  | s.t.     |